# Martin Harnik
Martin Harnik (født 10. juni 1987 i Hamburg, Vesttyskland) er en østrigsk fodboldspiller, der spiller som kantspiller hos den tyske Bundesliga-klub Hannover 96. Tidligere har han repræsenteret blandt andet VfB Stuttgart, Werder Bremen og Fortuna Düsseldorf.
I 2009 blev Harnik tysk pokalvinder med Werder Bremen.

## Landshold
Harnik står (pr. april 2018) noteret for 65 kampe og 15 scoringer for Østrigs landshold. Han var blandt andet en del af landets trup til EM i 2008 på hjemmebane.

## Titler
DFB-Pokal
- 2009 med Werder Bremen